# Jasujuki Kuvahara
Jasujuki Kuvahara (japonsko 桑原 楽之), japonski nogometaš, * 22. december 1942, Hirošima, Japonska, † 1. marec 2017.
Za japonsko reprezentanco je odigral 12 uradnih tekem.